# Loch Eck
Loch Eck je jezero, které se nachází v západní části Skotska, v oblasti Argyll a Bute, severně od města Dunoon. Toto podlouhlé jezero leží v oblasti Argyll Forest Park a je častým turistickým cílem. Podél jezera vede silnice A815.

## Okolí
Jezero leží uprostřed výše zmiňovaného parku, při jeho jižní straně se nachází botanická zahrada a při západní, těsně pod vrcholem Beinn Ruadh (664 m n. m.) je jelení farma. Okolo jezera je několik turistických destinací a karavan parků.